# 山村良旺
山村 良旺（やまむら たかあきら、享保14年（1729年） - 寛政9年2月27日（1797年3月25日））は、江戸時代中期から後期の旗本。
勘定奉行、江戸南町奉行などを歴任した。
通称は数馬、七郎右衛門、十郎右衛門。官途は従五位下信濃守。隠居ののち道山と号する。
父は山村良喜、母は菅沼定虎の娘。妻は依田政次の娘。子に宮城和邦、山村良記、角倉玄匡ら。

## 略歴
寛延2年（1749年）に小姓組、宝暦3年（1753年）に西の丸小納戸となり、布衣を着ることを許された。
宝暦6年（1756年）に父が没して家督を継ぎ、宝暦8年（1758年）に本丸小納戸として仕えた。
明和5年（1768年）に目付となり、安永2年（1773年）に前任の長谷川宣雄が急逝したためその後任として京都西町奉行となり、同時に従五位信濃守に叙任された。
在任中は禁裏の不正を摘発する（安永の御所騒動）など活躍し、また、安永6年（1777年）の日光宮（東叡大王）の江戸下向に同行した。
安永7年（1778年）に勘定奉行、天明4年（1784年）に江戸南町奉行となり、寛政元年（1789年）に御三卿清水家の付家老となった。
寛政6年（1794年）に致仕した。
寛政9年（1797年）に死去。墓所は西照寺（杉並区高円寺南2丁目29-3）。